# Amtsgericht Taucha
Das Amtsgericht Taucha war von 1879 bis 1933 ein Gericht der ordentlichen Gerichtsbarkeit und eines von 15 Amtsgerichten im Sprengel des Landgerichtes Leipzig mit Sitz in Taucha.

## Geschichte
Von 1855 bis 1879 bestand in Taucha das Gerichtsamt Taucha als erstinstanzliches Gericht. Mit den Reichsjustizgesetzen wurde dieses Gericht aufgelöst und das Amtsgericht Taucha als Nachfolger des Gerichtsamtes eingerichtet. Sein Sprengel entsprach dem des Gerichtsamtes und umfasste die Stadt Taucha und 22 Landgemeinden. Dies waren: Althen, Cleuden, Cradefeld, Cunnersdorf, Dewitz, Döbitz, Gottscheina Graßdorf, Hohenheida, Merkwitz, Mockau, Neutzsch, Panitzsch, Paunsdorf, Plaußig, Plösen, Plösitz, Pönitz, Portitz, Seegeritz, Sehlis und Sommerfeld. Das Amtsgericht Taucha war eines von 15 Amtsgerichten im Bezirk des Landgerichtes Leipzig. Der Amtsgerichtsbezirk umfasste anfangs 9724 Einwohner. Das Gericht hatte damals eine Richterstelle und war eines der kleineren im Landgerichtsbezirk.
Mit Verordnung von 23. Oktober 1933 wurde das Amtsgericht Taucha aufgehoben. Seine Aufgaben übernahm das Amtsgericht Leipzig.

## Gerichtsgebäude

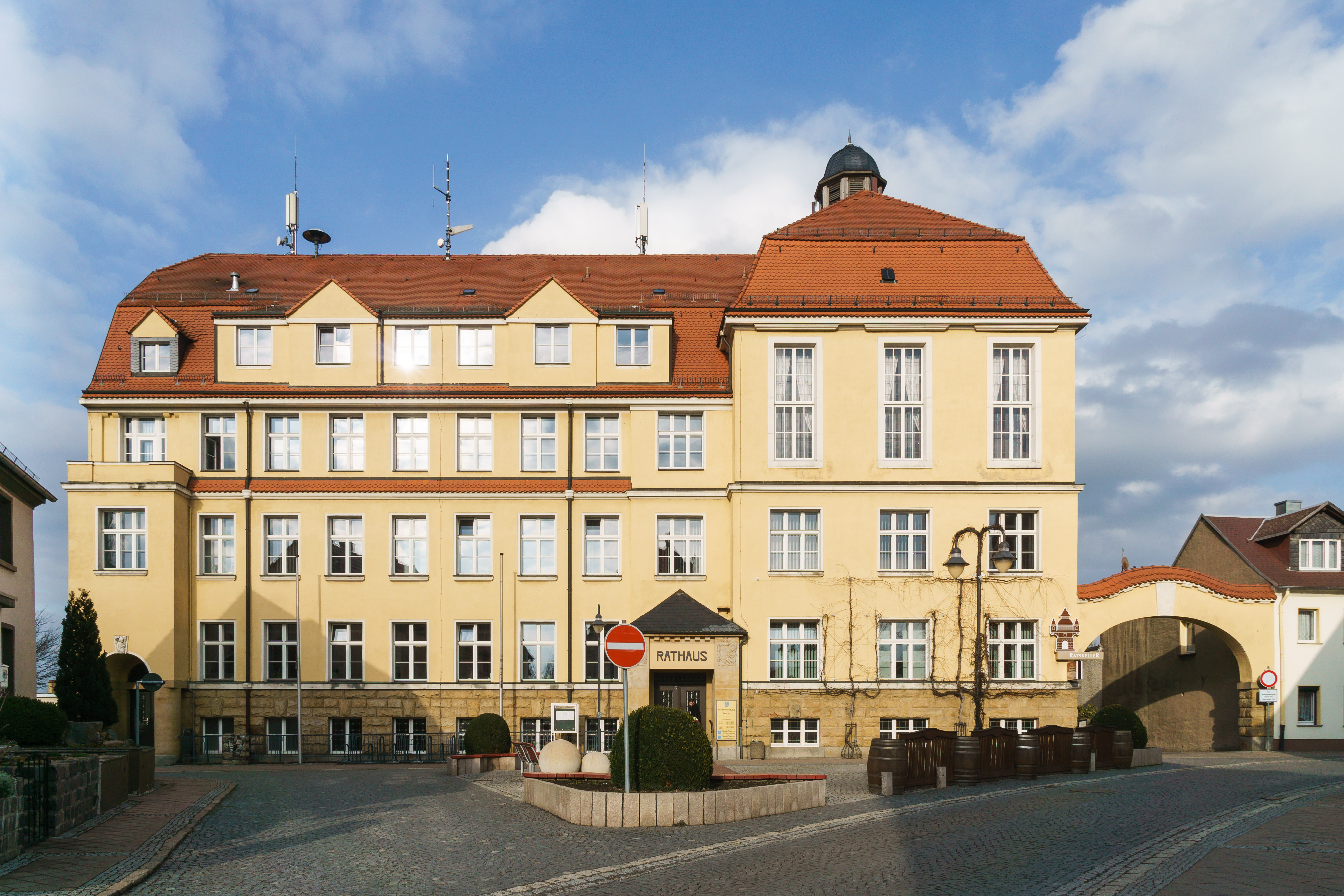
Ehem. Amtsgericht, heute Rathaus in Taucha (2016)

Von 1911 bis 1913 wurde das Gebäude des Amtsgerichtes Taucha (Schloßstraße 13) in Reformstil-Architektur errichtet. Es wurde nach Aufhebung des Amtsgerichtes als Rathaus genutzt und steht unter Denkmalschutz.